# Nudo mariposa alpino

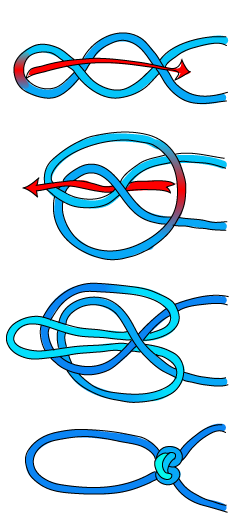
Esquema de nudo mariposa alpino

El nudo mariposa alpino es un nudo para formar un lazo fijo en el medio de una cuerda. Puede ser hecho en una cuerda sin acceso al final de los extremos; esto es una ventaja cuando se trabaja con largas cuerdas de escalada. El nudo mariposa alpino es un nudo excelente de línea media de aparejos, es simétrico. En un contexto de escalada, es muy útil para líneas de travesía, algunas anclas, acortar eslingas de cable, y para aislar secciones dañadas de una cuerda.

## Historia
La primera referencia conocida del nudo es en el trabajo de A.A. Burger de 1914, Rope and Its Uses, incluida en un boletín de extensión agraria de lo que es ahora Iowa State University. Burger llamó al nudo un nudo de jinete, diciendo que era a menudo utilizado por "trabajadores de línea y especialmente hombres que trabajan con teléfonos." La seguridad del nudo y la habilidad de tomar la tensión en cualquier dirección son discutidos.
La conexión del nudo con el montañismo—y con las mariposas— se remonta a un artículo de 1928 en Alpine Journal por E.I. Wright y J.E. Magowan. Los autores afirman haber inventado el nudo mariposa mientras intentaban mejorar la selección de nudos disponibles para los escaladores. El nombre "hace referencia a cierta similitud en su proceso de elaboración con las alas de una mariposa." Wright y Magowan denominaron al lazo mariposa "nuevo", junto con varios otros de sus nudos, en cuanto a que ellos no pudieron identificar ningún registro previo de los mismos. Sin embargo, en forma prudente indicaron que "puede ser aventurado proclamar que nadie lo haya utilizado con anterioridad."